# Cerco de Lisboa (1147)
O Cerco de Lisboa teve início a 1 de Julho de 1147 e durou até 25 de Outubro, integrou a Reconquista cristã da Península Ibérica, culminando na conquista desta cidade aos mouros pelas forças do rei D. Afonso Henriques, com o auxílio de Cruzados que se dirigiam para a Terra Santa. Foi o único sucesso da Segunda Cruzada.

## Contexto
Portugal encontrava-se envolvido na reconquista de território aos mouros desde a sua fundação em 868. Em 1128, Afonso Henriques assumiu o governo do condado portucalense após a Batalha de São Mamede e em 1139 declarou a independência.
Já em 1142 Afonso Henriques tentara a conquista de Lisboa com o auxílio de uma frota de cruzados a caminho da Terra Santa, porém a cidade não pôde então ser conquistada devido a desentendimentos com os cruzados e à falta de meios do rei.
Em 1143 veio a Portugal o legado papal Guido de Vico e D. Afonso Henriques aproveitou para solicitar ajuda internacional à conquista de território aos mouros.

### A Segunda Cruzada
No ano seguinte, após a queda de Edessa, em 1144, o Papa Eugénio III convocou uma nova cruzada. O Papa ainda autorizou uma cruzada para a Península Ibérica. Já o Papa Urbano II teria pedido aos ibéricos que permanecessem na sua terra nos primeiros meses da Primeira Cruzada em 1095, dado que a sua própria guerra era considerada tão importante como a dos Cruzados em direcção a Jerusalém. Eugénio reiterou a decisão, autorizando Marselha, Pisa, Génova e outras grandes cidades mediterrânicas a participar na guerra da Reconquista.
Em finais de 1146 ou inícios de 1147 chegou a D. Afonso Henriques uma carta do abade Bernardo de Claraval, que pregara a cruzada pela Europa e dava conta ao rei de uma nova frota de cruzados que passaria em breve por Portugal a caminho da Terra Santa. A 15 de Março de 1147, D. Afonso Henriques conquistou Santarém, deixando assim em aberto o caminho para esta cidade em aberto antes que chegassem os cruzados.
A 19 de Maio zarparam de Dartmouth, na Inglaterra, os primeiros contingentes de Cruzados. Segundo Odo de Deuil, perfaziam no total 164 navios — valor este provavelmente aumentado progressivamente até à chegada a Portugal. Não era comandada por nenhum rei. A expedição dividia-se entre contigentes alemães sob o comando de Arnaldo IV de Aerschot (sobrinho de Godofredo de Bulhão), flamengos e franceses do condado de Bolonha sob o comando Cristiano de Gistelles, ingleses de Norfolk sob Hervey de Glanville, de Dover sob Simão de Dover, de Londres sob o italiano André Buccuinte, e escoceses, entre outros, sob Saério de Archell.

### A chegada da frota de Cruzados a Portugal
Reunida a hoste portuguesa, em inícios da segunda semana de Junho o rei D. Afonso Henriques iniciou a marcha em direcção a Lisboa, deixando instruções ao bispo do Porto para que recebesse os cruzados e os convencesse a juntarem-se a ele na conquista de Lisboa. A armada chegou à cidade do Porto a 16 de Junho, sendo ali convencidos pelo bispo do Porto, Pedro II Pitões, a tomarem parte na projectada operação militar. 
Ora como tivéssemos chegado ao Porto, o bispo com seus clérigos veio ao nosso encontro. O rei achava-se então ausente com o seu exército, lutando contra os mouros. Feitas a todos as saudações  conforme o costume da sua gente, disse-nos o bispo que já sabia que nós havíamos de chegar, e na véspera recebera do rei uma carta, em que se dizia isto:
«Afonso, rei de Portugal, a Pedro, bispo do Porto, saúde. Se porventura arribarem aí os navios dos Francos, recebei-os diligentemente com toda a benignidade e doçura e, conforme o pacto que com eles fizerdes de ficarem comigo, vós e quantos o quiserem fazer, como garantia da combinação feita, vinde em sua companhia a ter comigo, junto de Lisboa. Adeus !»
Carta do cruzado inglês Osberno

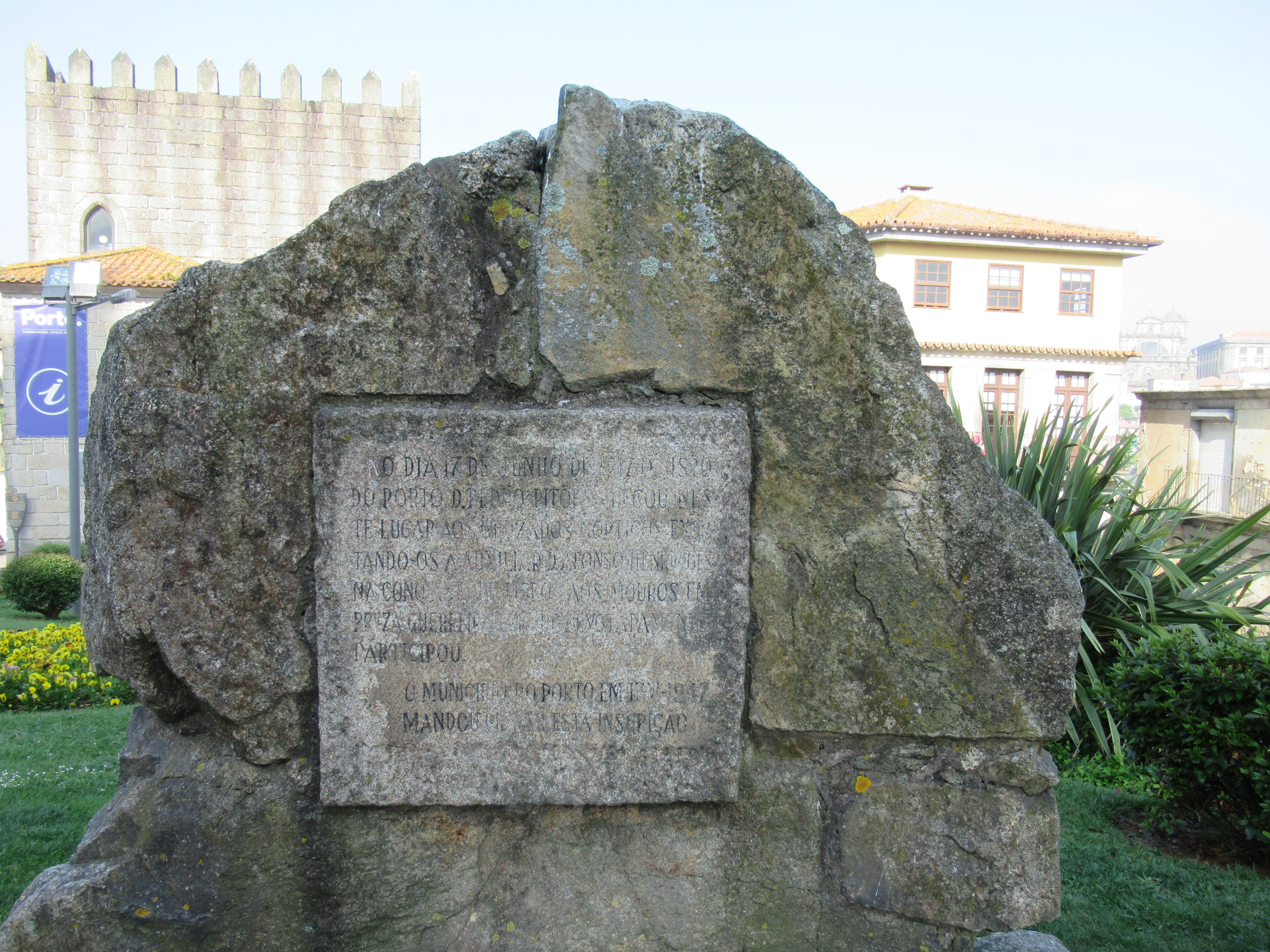
Monumento ao bispo D. Pedro Pitões, erigido no local onde se dirigiu aos cruzados, no Porto. Diz: "No dia 17 de Junho de 1147 o Bispo do Porto D. Pedro Pitões pregou neste lugar aos Cruzados Norticos exortando-os a auxiliar D. Afonso Henriques na conquista de Lisboa aos Mouros empreza guerreira em que devotada gente participou. Município do Porto em 17-VI-1947, mandou gravar esta inscrição"

Os cruzados aceitaram o pedido de ajuda e cinco navios adiantaram-se em direcção à foz do Tejo, junto da qual já se encontrava acampado Afonso Henriques com a hoste portuguesa. A 27 de Junho zarparam todos do Douro, levando com eles o bispo D. Pedro Pitões e o arcebispo D. João Peculiar. A frota ancorou em Peniche para que os passageiros pudessem passar a noite em terra firme e, em inícios da tarde do dia seguinte, os navios cruzaram a barra do Tejo e ancoraram entre o acampamento português e Lisboa.

## As defesas de Lisboa
Lisboa dispunha de muralhas com 2 a 2,5 metros de largura, 8 a 10 metros de altura e reforçada por 26 torres mas que só protegia 15 dos seus 60 hectares. Tinha oito portas: a Porta Norte, a Porta da Alfofa, a Porta do Ferro, a Porta do Furadouro, a Porta de Alfama, a Porta do Sol e duas portas abertas no lanço da muralha virado para o rio. A cidade dividia-se entre a elevada alcáçova, de 4 hectares, na qual se encontravam os edifícios nobres, a medina, com 11 hectares, no declive da colina virada para o rio e os arrabaldes, a leste e a ocidente.

## O cerco
Nesse dia, alguns cruzados desembarcaram, ao passo que a maioria dos habitantes do arrabalde ocidental de Lisboa abandonou rapidamente as suas casas para procurarem refúgio dentro das muralhas, tendo muitos largado tudo o que estavam a fazer no momento.

### Os primeiros combates, 28 de Junho
Deu-se então o primeiro combate entre alguns sitiantes e sitiados, que partiram ao encontro dos cruzados para impedi-los de desembarcar mas uma segunda vaga de cruzados anglo-normandos conseguiu obrigar os muçulmanos a retirarem-se para o interior da cidade através da Porta do Ferro. Saério de Archell mandou regressar e os cruzados decidiram adiar o desembarque da maioria das suas tropas para o dia seguinte. Na praia ficaram, porém, Saério de Archell e Harvey de Glanville que, com 40 homens, montaram um acampamento para guardar o local de desembarque. Por temerem um contra-ataque dos muçulmanos passaram a noite equipados e armados.

### Discurso aos cruzados, 29 de Junho

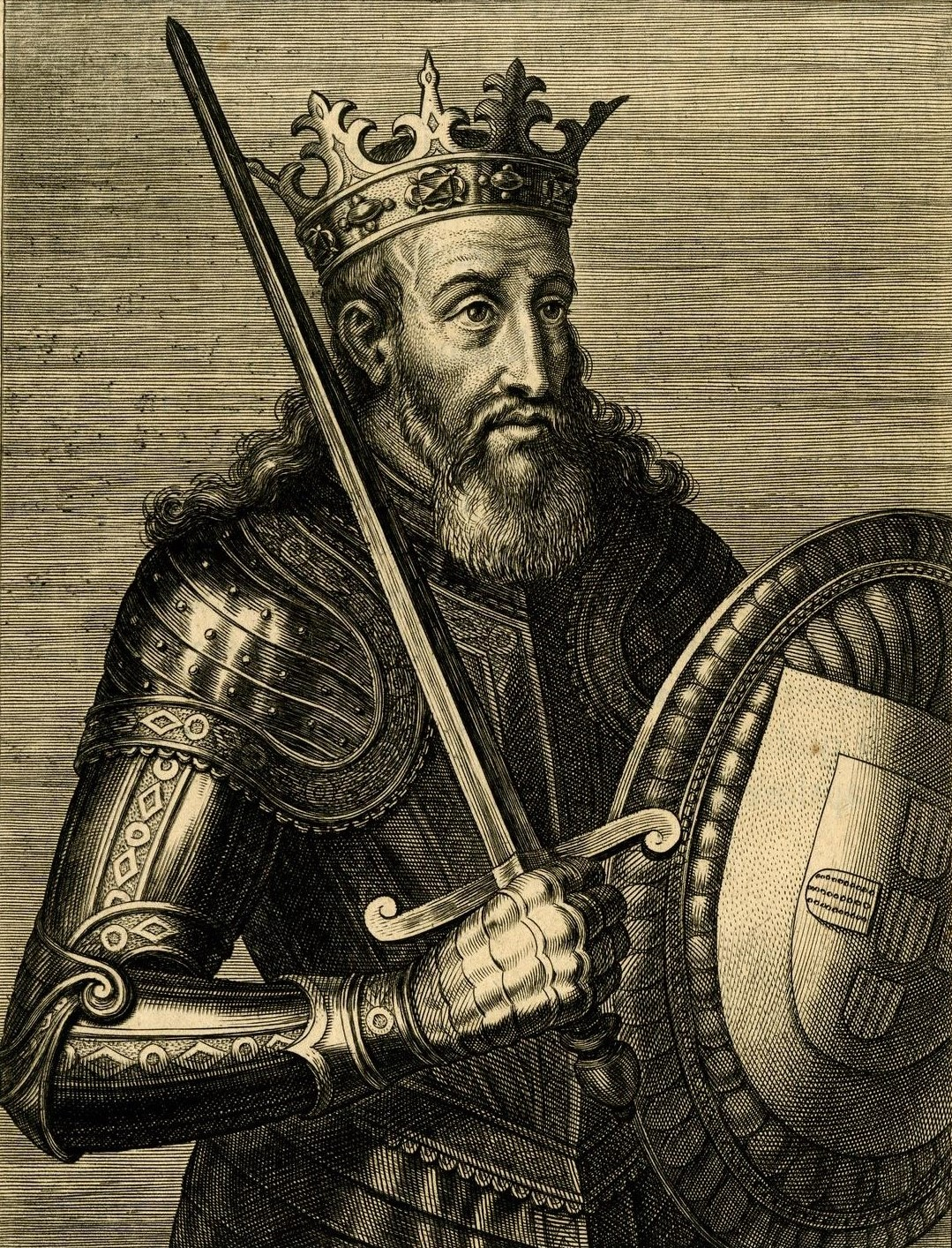
O rei D. Afonso Henriques.

A 29 de Junho, provavelmente recorrendo a diversos intérpretes, Afonso Henriques dirigiu aos cruzados um discurso em que lhes propunha o ataque em conjunto à cidade lisboeta, começando por elogiar a bravura dos combatentes mas avisando que qualquer recompensa ficaria sempre aquém das expectactivas - o que não o preocupava porque sabia que as motivações de cruzados não eram económicas, disse.
Partido Afonso Henriques para o seu acampamento, os cruzados reuniram-se em assembleia para decidir se participariam ou não no cerco, tendo os flamengos demonstrado imediatamente vontade de participar, o que causou tamanha exaltação que a reunião foi temporariamente interrompida. Eventualmente todos os contingentes norte-europeus aceitaram participar.

### Negociações e instalação dos arraiais, 30 de Junho
Quando alguns navios cruzados já se tinham deslocado para diante do arrabalde oriental de Lisboa, a 30 de Junho Afonso Henriques reuniu-se com os representantes escolhidos pelos cruzados para negociar a partilha de eventuais despojos. Ficou decidido que a cidade ficaria para o rei e o saque para os cruzados.
Para além do rei, do lado dos portugueses, marcaram presença, entre outros, os bispos do Porto, Viseu, Coimbra, Lamego, o arcebispo de Braga, Fernão Mendes de Bragança, Fernão Peres de Soverosa, Gonçalo Rodrigues de Palmeira, Gonçalo Mendes de Sousa, Mendo Afonso, Afonso Viegas de Ribadouro, Pedro Pais da Maia, João Viegas de Baião e Gonçalo Sotero, ao passo que do lado dos cruzados é provável que Henry de Glanville, Simão de Dover, André Buccuinte, Saério de Archell, Cristiano de Gistelles e Arnaldo de Aerschot tenham sido os intervenientes.

Ainda a 30 de Junho foram enviados aos muçulmanos o arcebispo de Braga, o bispo do Porto e alguns cruzados a entregar às autoridades de Lisboa uma proposta de rendição mas que, depois de trocados alguns reféns, é recusada.

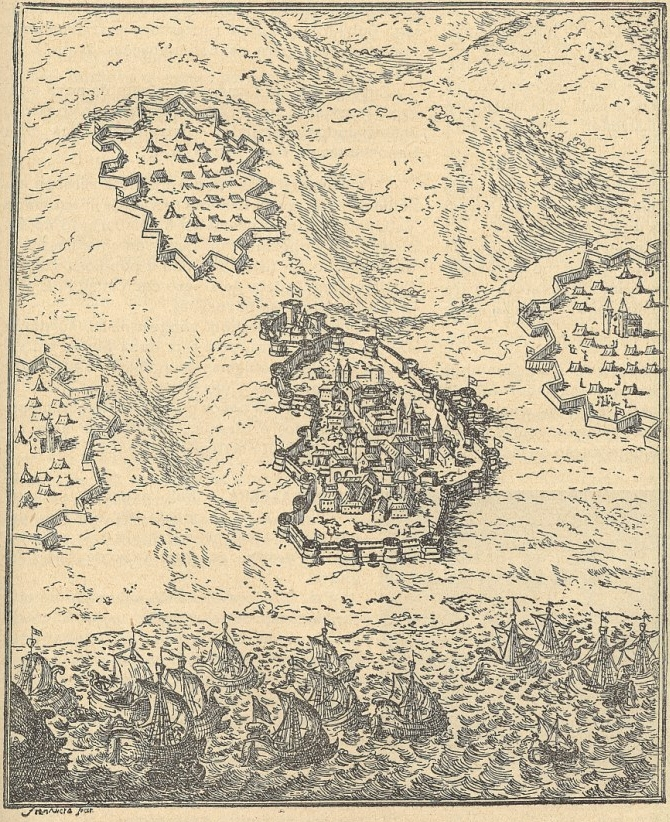
O cerco de Lisboa e os acampamentos cristãos.

Concluídas todas as negociações, os portugueses deslocaram-se para o Monte de São Gens, onde hoje fica o Miradouro da Senhora do Monte. Um pouco afastado deste acampamento, por razões sanitárias, foi montado um recinto onde ficaram guardados os cavalos e os animais de carga. Os alemães e flamengos estabeleceram-se onde hoje se ergue o Mosteiro de São Vicente de Fora. Os anglo-normandos montaram o seu acampamento no Monte Fragoso.

### A destruição dos arrabaldes, 1 de Julho
Na manhã de 1 de Julho Afonso Henriques encontrou-se com os chefes cruzados para planear o cerco. Ficou agendado para o dia seguinte um ataque aos arrabaldes mas, enquanto ainda durava a reunião, os alemães e flamengos precipitaram-se sobre os arrabaldes orientais, ao passo que os anglo-normandos atacaram os arrabaldes ocidentais, depois dos muçulmanos que o defendiam não se terem deixado atrair pelo tiro dos fundibulários ingleses. Os muçulmanos rechaçaram as primeiras investidas dos anglo-normandos lançando pedras, setas e virotes de besta mas pouco a pouco as apertadas ruas foram ocupadas e os defensores obrigados a recuar para as muralhas. Pelo pôr-do-sol, os cristãos controlavam já a face oeste da alcáçova e avançam na face norte, correspondente à actual Costa do Castelo.
 

Cada vez mais combatentes juntavam-se ao ataque do lado ocidental e apesar de Afonso Henriques ter pedido a Saério de Archell que mandasse os ingleses retirar para evitar um desastre devido à grande desordem, este juntou-se à investida. O bispo do Porto, entretanto, encontrava-se no acampamento anglo-normando a distribuir palavras de encorajamento, bençãos e absolvições.

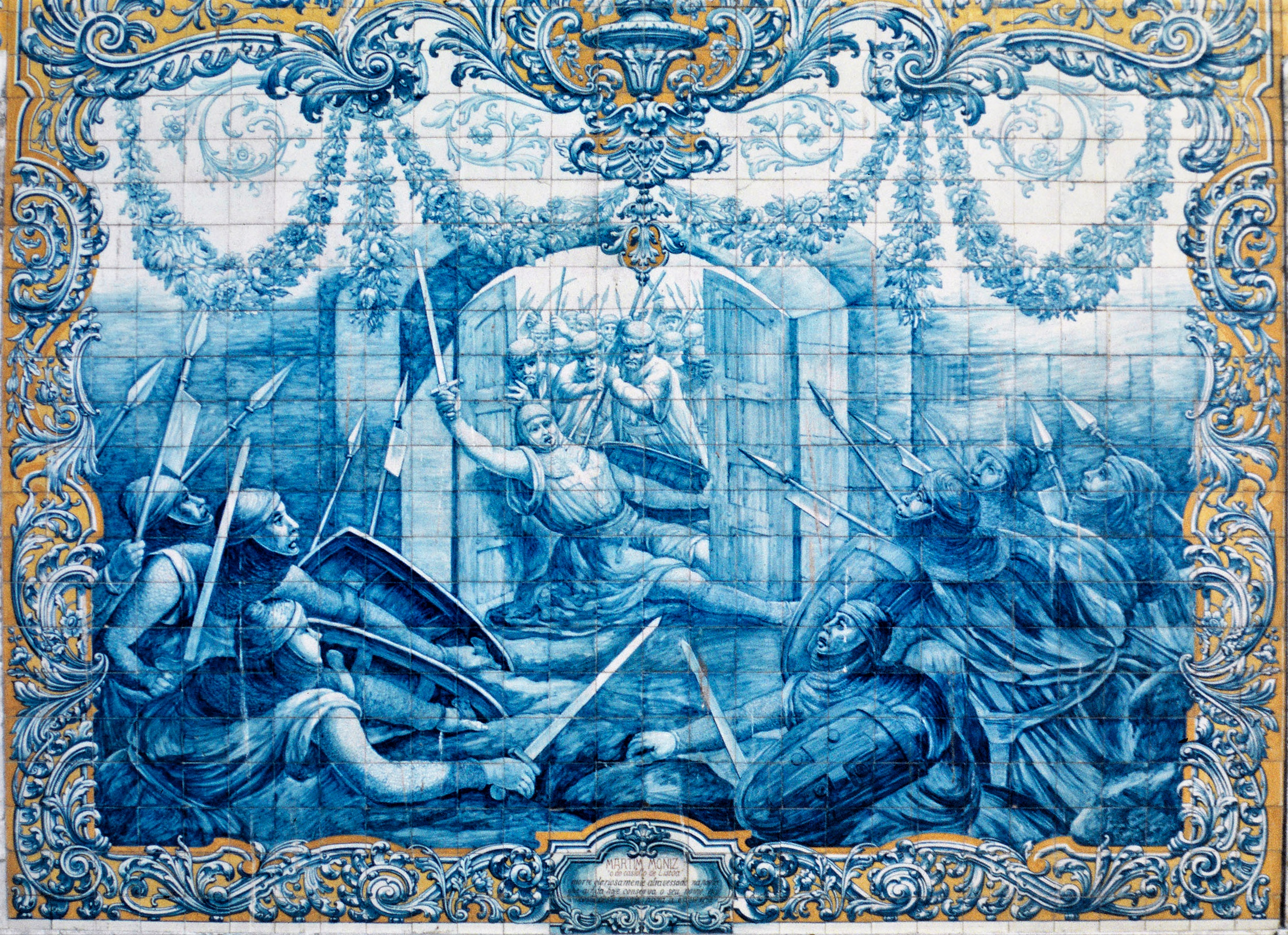
Painel de azulejos dedicado a Martim Moniz.

Ao ver o que se sucedia, D. Afonso Henriques mandou os seus homens descer do monte de São Gens para se juntarem aos ingleses. Aproximando-se já a noite, os portugueses e ingleses empurraram os muçulmanos para a Porta Norte mas como um grande número de cruzados se lançou então ao saque das casas, não puderam os cristãos penetrar no interior do recinto. É possível que tenha sido aqui que se deu o famoso episódio de Martim Moniz, que morreu entalado no ataque à Porta Norte, ainda que a cidade não tenha sido conquistada na ocasião.
Nos arrabaldes foram capturadas grandes reservas de alimentos e encontrado muitos silos cheios de cereais. Caída a noite, os arrabaldes foram incendiados, por serem necessários muitos homens para defendê-los, tendo grassado neles um enorme incêndio.

### O ataque à cidade amuralhada
Nos dias que se seguiram à destruição dos arrabaldes de Lisboa, os muçulmanos lançaram constantes surtidas contra os acampamentos cristãos. A vigilância foi reforçada e instituído um sistema por turnos. Nestes dias, os alemães e flamengos também lançaram ataques contra as muralhas do lado oriental. Entre combates, lançavam-se insultos e provocações de parte a parte. Enquanto não se intensificavam os ataques, os portugueses levaram a cabo razias às aldeias das regiões circundantes, tendo um destacamento regressado de Sintra com valioso saque, sendo possível que tenha sido neste contexto que, entre 8 e 11 de Julho, se deu a Batalha de Sacavém.

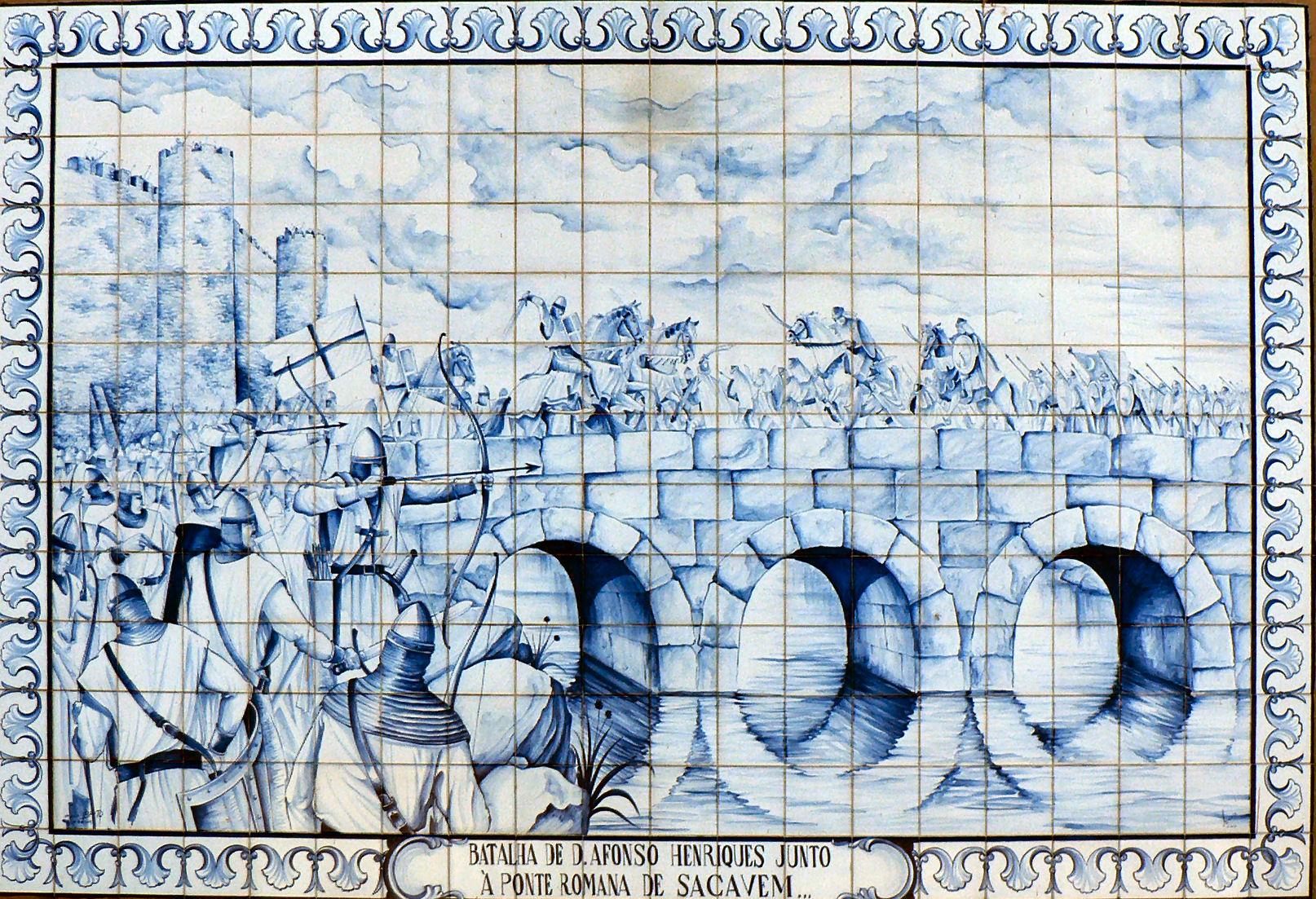
Batalha junto àponte romana em Sacavém.

Bem defendidos, os muros da cidade mostravam-se inexpugnáveis. Entre os cristãos encontrava-se um "especialista de engenhos" italianos e, em meados de Julho, portanto, os cristãos lançaram-se na construção de máquinas de cerco, como trabucos, aríetes e torres de cerco. Foram também construídas oito pontes móveis operadas a partir de quatro navios. Dois dias depois de concluída a sua construção, a 3 de Agosto, deu-se um novo ataque com recurso a todas as máquinas em simultâneo, porém o vento mudou subitamente de direcção e desviou os navios equipados com pontes, a torre de cerco construída pelos ingleses atolou-se na areia e, do lado oriental, o aríete construído pelos alemães e flamengos foi atingido por óleo inflamável e incendiado, ao passo que a sua torre foi derrubada, redundando o ataque num fracasso.

Falhado o ataque de 3 Agosto, os cristãos descobriram, provavelmente através de desertores, que dentro da cidade começavam a escassear os víveres. Entre os sitiados, a distribuição de víveres era desigual. Os alemães e flamengos começaram então a escavar minas do lado oriental mas também estes trabalhos não resultaram em nada. Os muçulmanos enviaram mensageiros com pedidos de socorro ao emir de Évora Sidray Ibn Wazir, que governava também Badajoz, Beja e Alcácer do Sal, porém Ibn Wazir não pretendia quebrar uma trégua que tinha firmado com D. Afonso Henriques alguns anos antes e recusou-se a vir em auxílio da cidade.

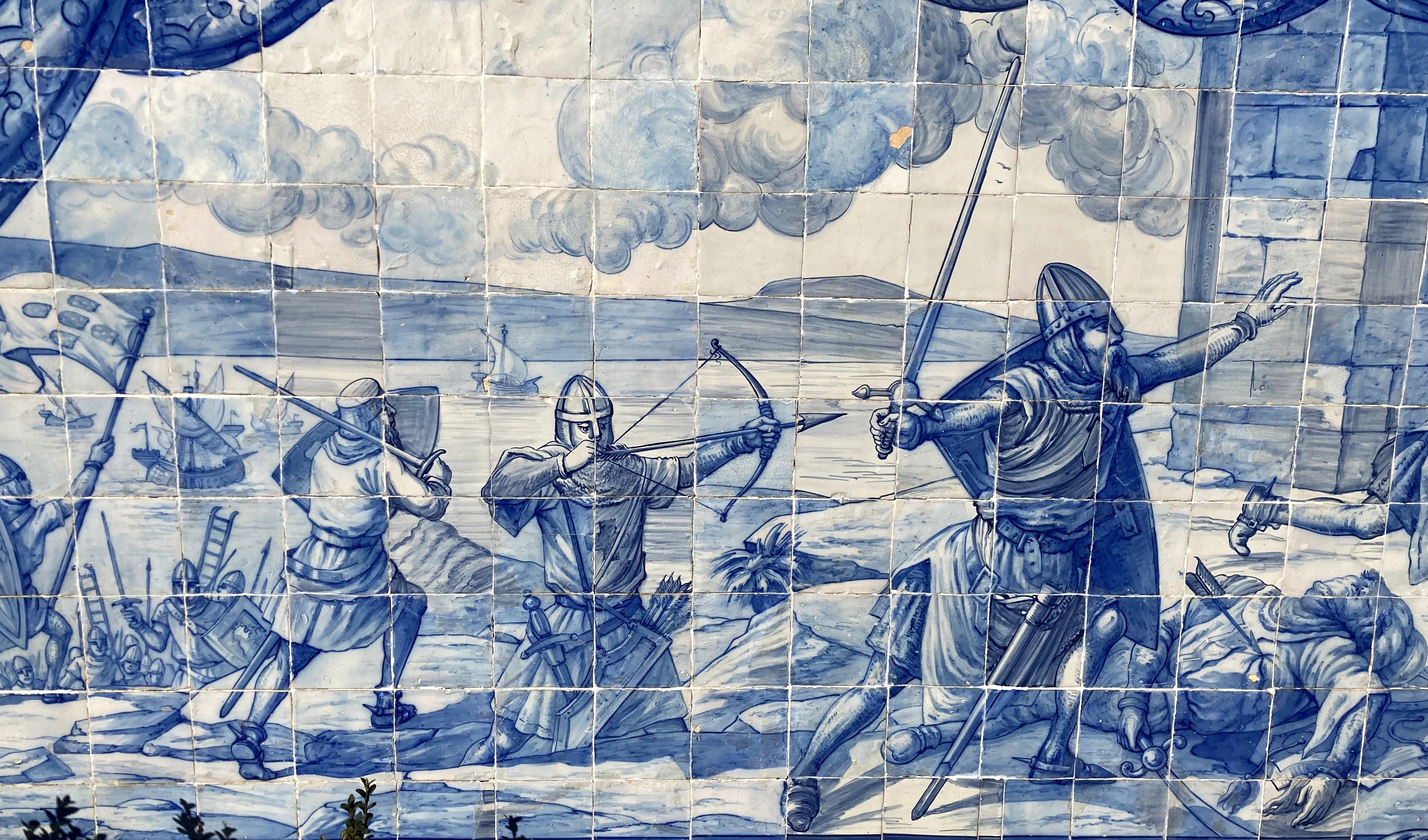
Azulejos alusivos à conquista de Lisboa na Igreja de São Brás e Santa Luzia.

Chegado a Setembro, o rei D. Afonso Henriques autorizou alguns dos seus guerreiros a regressar a casa, pois haviam chegado ao fim os 90 dias que eram obrigados a servir por ano na guerra. No dia 8 deste mês, foi começada a construção de uma torre móvel de assalto de 25 metros de altura junto à praia, sob a orientação de um engenheiro italiano de Pisa e paga por Afonso Henriques. Ainda nas primeiras semanas deste mês, alguns cruzados ingleses e normandos que se deslocaram à margem sul do Tejo a pescar foram mortos pelos muçulmanos e, em resposta, a vila de Almada, defendida por um pequeno castelo apenas, foi saqueada por Saério de Archell à cabeça de 30 cavaleiros e pouco mais de 100 peões ingleses e normandos.
Os trabalhos de sapa sob o alicerce da muralha começados pelos alemães e flamengos  causaram a 16 de Outubro o desabamento de um trecho de 20 a 60 metros perto da Porta do Sol, abrindo uma brecha por onde os cruzados se lançaram, porém foram rechaçados devido à forte reacção dos defensores.

### A aproximação da torre
A 18 de Outubro, os ingleses, normandos e portugueses começaram empurrar em direcção às muralhas a torre móvel que, entretanto, haviam concluído. O trabalho de aproximação foi interrompido durante a noite e continuado no dia seguinte, a seguir a uma missa campal, já sob o fogo de pedras que os muçulmanos lançavam por trabucos. Os defensores fortificaram pesadamente o lanço da muralha ocidental, portanto a torre foi empurrada para o lado sul, virado para o rio. No final da tarde de 20 de Outubro a torre ficou isolada dos restantes combatentes com o subir da maré e, durante toda a noite, os muçulmanos atacaram-na várias vezes, porém foram sempre rechaçados pelos cerca de 200 ingleses, normandos e portugueses que a defendiam. Chegada a alvorada de 21 de Outubro os muçulmanos tentaram uma última investida contra a torre mas a maré já tinha vazado e foram definitivamente obrigados a recolherem-se ao interior da cidade com a chegada de reforços dos atacantes.
A aproximação da torre à muralha foi retomada, ao mesmo tempo que os alemães e flamengos tentavam um novo ataque contra a brecha do lado oriental, novamente sem sucesso. Perante a iminência de um assalto violento dos cruzados, quando a torre se encontrava já muito perto, a 21 de Outubro os muçulmanos, enfraquecidos pelas escaramuças, pela fome e pelas doenças, pediram tréguas para negociarem a rendição.

### A trégua

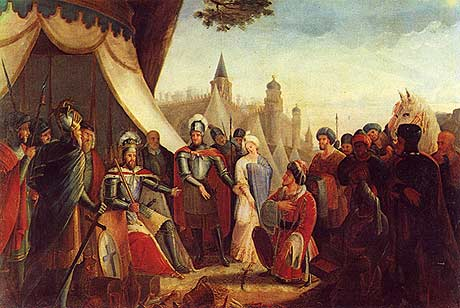
A rendição de Lisboa por Joaquim Rodrigues Braga (1840).

Anunciado pelos muçulmanos o desejo de se renderem, o rei D. Afonso Henriques enviou à cidade uma delegação composta por Fernão Peres de Soverosa e Harvey de Glanville. Foram trazidos ao acampamento português cinco notáveis, para negociarem a rendição. Durante as negociações registaram-se vários tumultos entre os cruzados, que exigiam a rendição incondicional dos sitiados e, a 23, um contingente de alemães e flamengos dirigiu-se ao acampamento de Afonso Henriques para imporem as suas condições de armas na mão mas foram confrontados pelos portugueses, ingleses e normandos, que impediram-nos de se aproximar.
A 24 de Outubro D. Afonso Henriques obrigou os líderes dos cruzados a jurarem-lhe fidelidade para obrigá-los a controlar os seus homens e garantir que a tomada de posse da cidade era feita de forma ordeira.

### A Rendição, 25 de Outubro
Neste dia, deu-se a entrada solene do rei e dos cruzados na cidade através da Porta do Ferro em cortejo e a alcáçova foi ocupada. O rei percorreu, simbolicamente, todo o circuito do seu adarve e foram levantados estandartes, entre grande júbilo, alegria e cânticos de Te Deum.
Oh! Quanta não foi a alegria de todos! Oh! Quanta não foi a honra especial que todos sentiam! Oh! Quantas não foram as lágrimas que afluíam em testemunho de alegria e de piedade, quando todos viram colocar no mais alto da fortaleza o estandarte da Cruz salvífica em sinal de sujeição da cidade, para louvor e glória de Deus e da santíssima Virgem Maria.
De Expugnatione Lyxbonensi.
Na medina, entretanto, os cruzados flamengos e alemães quebraram o acordo e começaram a pilhar descontroladamente as casas e templos de muçulmanos, judeus e moçárabes, tendo até chegado a matar o bispo moçárabe. Foi necessária a ajuda dos cruzados anglo-normandos para repor a ordem. Durante o saque foram descobertas grandes reservas de víveres, apesar do elevado número de mortos devido à fome. Na mesquita grande foram encontrados 800 doentes e feridos, bem como alguns cadáveres em putrefacção, por não haver sítio onde os sepultar.

## Rescaldo
No mesmo dia em que Lisboa foi conquistada começou o êxodo da população muçulmana e judaica da cidade, que rumou às povoações em redor ou até Silves, Sevilha, Córdova ou Algeciras só com as vidas e que durou cinco dias. A 1 de Novembro, dia de Todos os Santos, a mesquita grande foi reconsagrada como catedral mas seria mais tarde demolida e substituída pela sé actual.

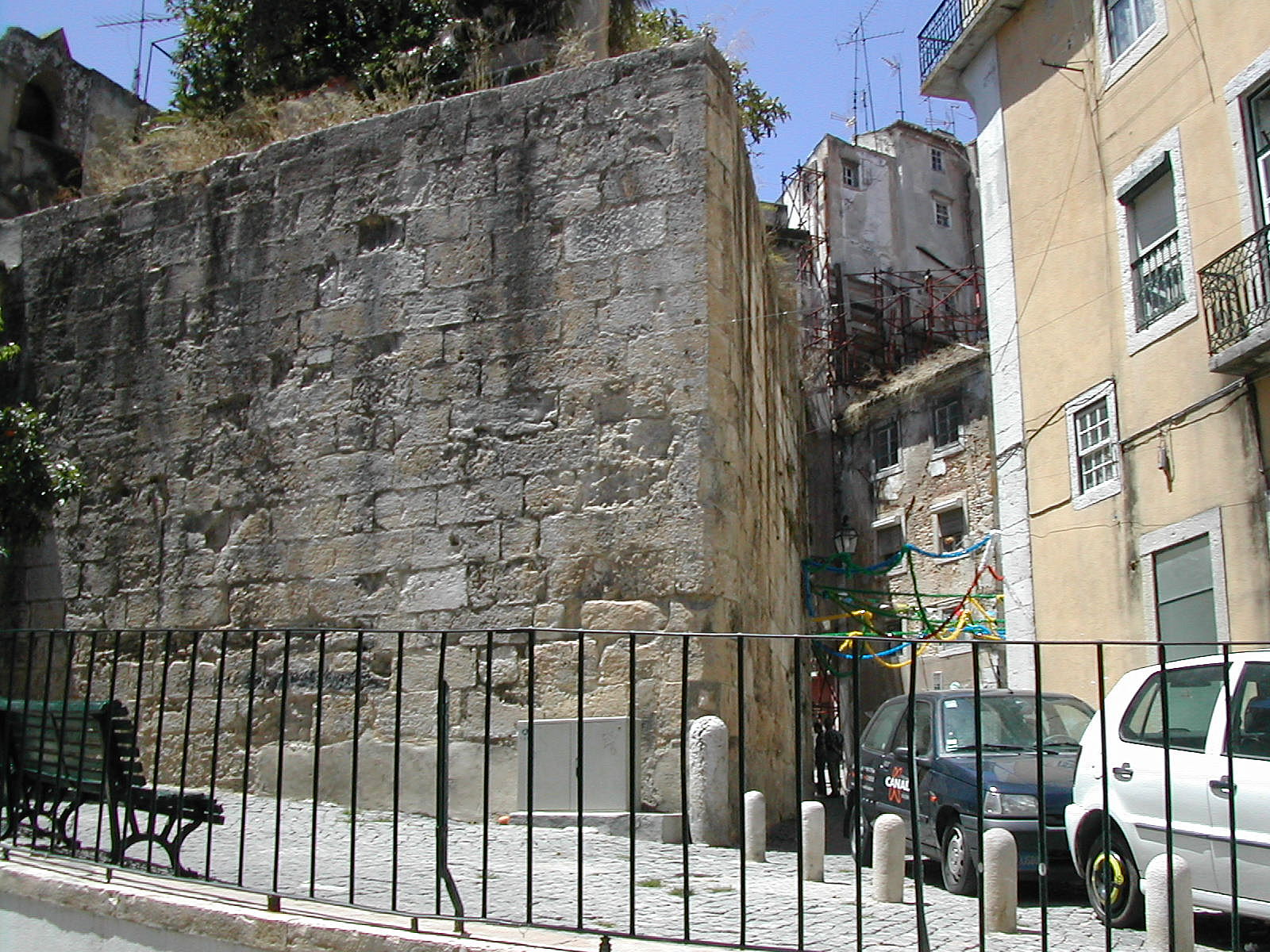
Restos da Cerca Moura de Lisboa, em Alfama.

Tal como acordado, depois de saqueada, a cidade coube a D. Afonso Henriques com todas as suas propriedades, que o rei repartiu entre os combatentes como recompensa. A defesa da cidade e do seu território coube ao tenente Afonso Mendes, coadjuvado pelo alcaide Pedro Viegas, a quem competia o comando das milícias concelhias da cidade. Alguns dos cruzados estabeleceram-se na cidade, dentre os quais se destaca Gilbert de Hastings, escolhido pelo rei para bispo de Lisboa.   
Nos dias que se seguiram à conquista de Lisboa, Sintra e todos os castelos em redor da cidade e associados à sua defesa entregaram-se a D. Afonso Henriques. Coina e Palmela foram abandonadas pela suas guarnições muçulmanas e, juntamente com Almada, foram ocupadas por forças portuguesas.
Após a rendição, uma epidemia de peste assolou a região, fazendo milhares de vitimas. Algumas semanas após a conquista, começaram a regressar alguns dos antigos habitantes muçulmanos, cuja mão-de-obra era essencial para a reactivação de muitas actividades, como a agricultura e o artesanato.

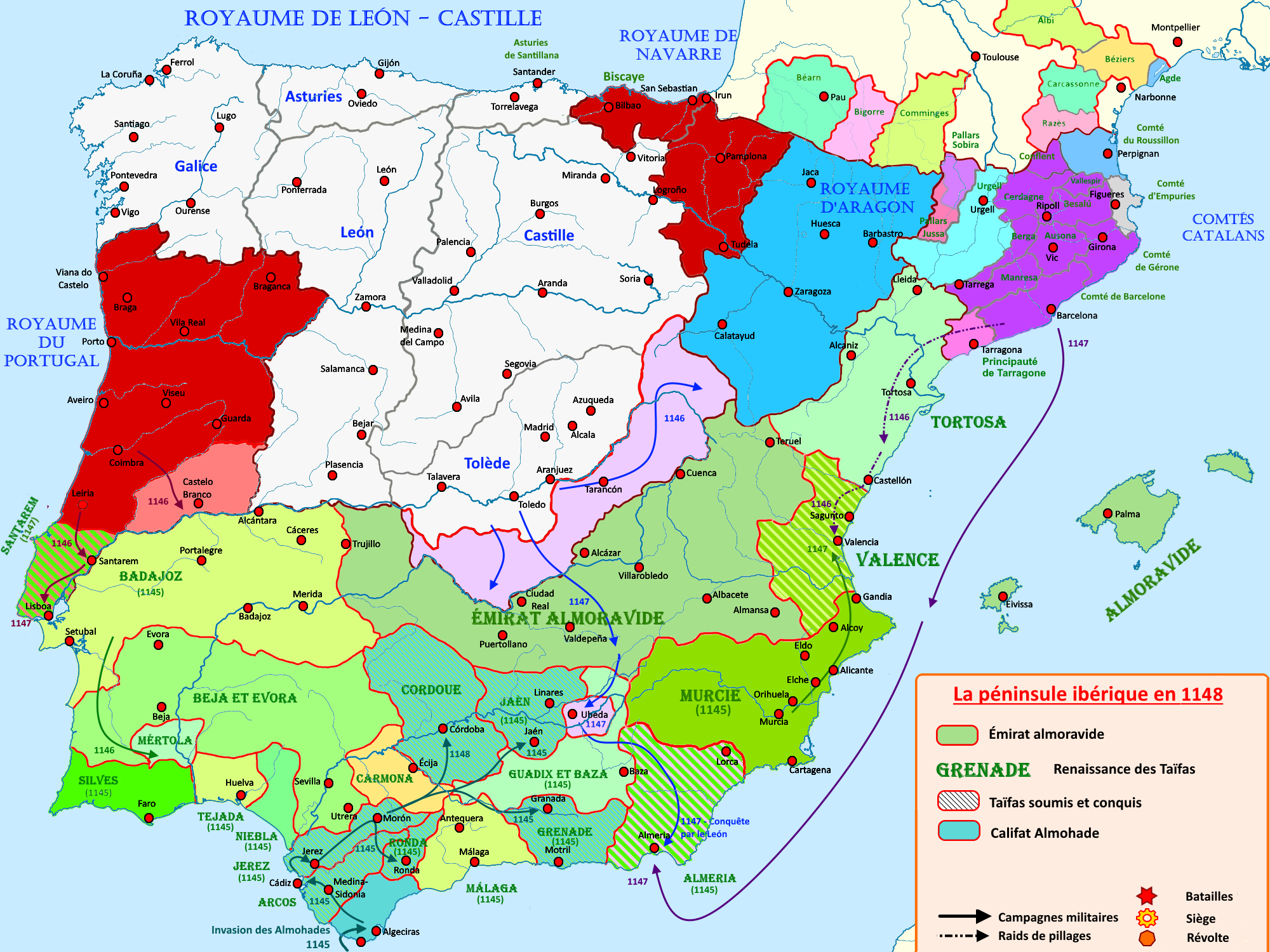
A península Ibérica em 1148.

Conquistada a cidade e os castelos em redor, seguiu-se a conquista de toda a estremadura, a norte de Lisboa e a ocidente de Santarém. A 10 de Janeiro de 1148 Óbidos foi tomada por escalada durante a noite, por um grupo de homens liderados por Gonçalo Mendes da Maia, o Lidador. A 1 de 3 de Fevereiro de 1148, a frota de cruzados retomou o seu percurso em direcção à Terra Santa. O rei manteve-se em Lisboa até Abril de 1148. Alenquer foi sitiada e, ao fim de um cerco de dois meses, tombou a 24 de Junho. O castelo de Torres Vedras dispunha de sólidas muralhas e também opôs resistência mas foi conquistado a 15 de Agosto. Neste ano foram também conquistados os castelos de Torres Novas, Porto de Mós. A 8 de Dezembro foi conquistada Abrantes.
O principal objectivo estratégico da Coroa portuguesa passou a ser a importante cidade portuária de Alcácer do Sal, que seria atacada várias vezes até ser conquistada em 1160.